# Polonnaruwa
Polonnaruwa (singhalesisch පොළොන්නරුව Poḷonnaruva, Tamil பொலநறுவை Polanaṟuvai) ist eine Stadt in der Nord-Zentralprovinz Sri Lankas. Seit 1982 gehört der archäologische Park von Polonnaruwa zum UNESCO-Weltkulturerbe. Die heute noch bestehende Kleinstadt hat etwa 14.000 Einwohner und ist Hauptort des Distrikts Polonnaruwa. Die Stadt, deren Name auf Pali Pulatthinagara lautete, ist nach dem hinduistischen Weisen Pulastya benannt.

## Lage und Klima
Polonnaruwa liegt im von Granitfelsen durchsetzten östlichen Flachland von Sri Lanka in einer Höhe von 60 m. Die alte Stadt befindet sich etwa 2 km nordwestlich; bis zur südwestlich gelegenen Hauptstadt Colombo sind es ca. 225 km (Fahrtstrecke). Das Klima ist meist schwülwarm; Regen (ca. 1600 mm/Jahr) fällt hauptsächlich im Winterhalbjahr.

## Bevölkerung
Ungefähr 68 % der Stadtbevölkerung sind Singhalesen und ca. 30 % sind Muslime; Tamilen machen nur etwa 1 % der städtischen Einwohner aus.

## Geschichte
Hauptstadt des zweitältesten Königreichs von Sri Lanka war Polonnaruwa unter dem Herrscher Vijayabahu I. (reg. 1055–1110) geworden, der die hinduistischen Invasoren der Chola im Jahr 1070 zurückschlagen konnte und das Land wieder unter einheimischer Führung vereinigte. Er verzichtete darauf, das im Jahr 993 zerstörte Anuradhapura wieder zur Hauptstadt zu machen und übernahm die von den Chola gegründete Stadt Polonnaruwa. Ihre Blüte verdankte die ausgedehnte antike Stadt allerdings seinem Enkel Parakrama Bahu I. (reg. 1153–1186). Während dieser Zeit beherbergte Polonnaruwa auch die Zahn-Reliquie Buddhas, die heute in Kandy aufbewahrt wird.
Parakrama Bahus Herrschaft brachte ein Goldenes Zeitalter für Sri Lanka. Durch die Anlage zahlreicher künstlicher Seen, z. B. des Parakrama Samudra („Parakrama-Meer“) bei Polonnaruwa, und flächendeckender Bewässerungsanlagen, konnte die Landwirtschaft und insbesondere der Reisanbau auch während der Trockenzeit gute Erträge erbringen.
Mehrere indische Invasionen (u. a. durch Magha von Kalinga 1214 und die Aryachakravarti-Dynastie 1284) führten schließlich dazu, dass die Hauptstadt nach Dambadeniya verlegt wurde.

## Sehenswürdigkeiten
Der archäologische Park von Polonnaruwa ist eine Touristenattraktion und eine der bekanntesten Sehenswürdigkeiten Sri Lankas. Zu finden sind dort Überreste von großen Stupas (dagobas) und Tempeln mit zahlreichen Buddha-Statuen sowie von Garten-, Park- und Palastanlagen und diversen Gebäuden einer ausgedehnten Stadt. Insbesondere die Buddha-Statuen von Gal Vihara sind ein Hauptziel vieler Kulturtouristen.

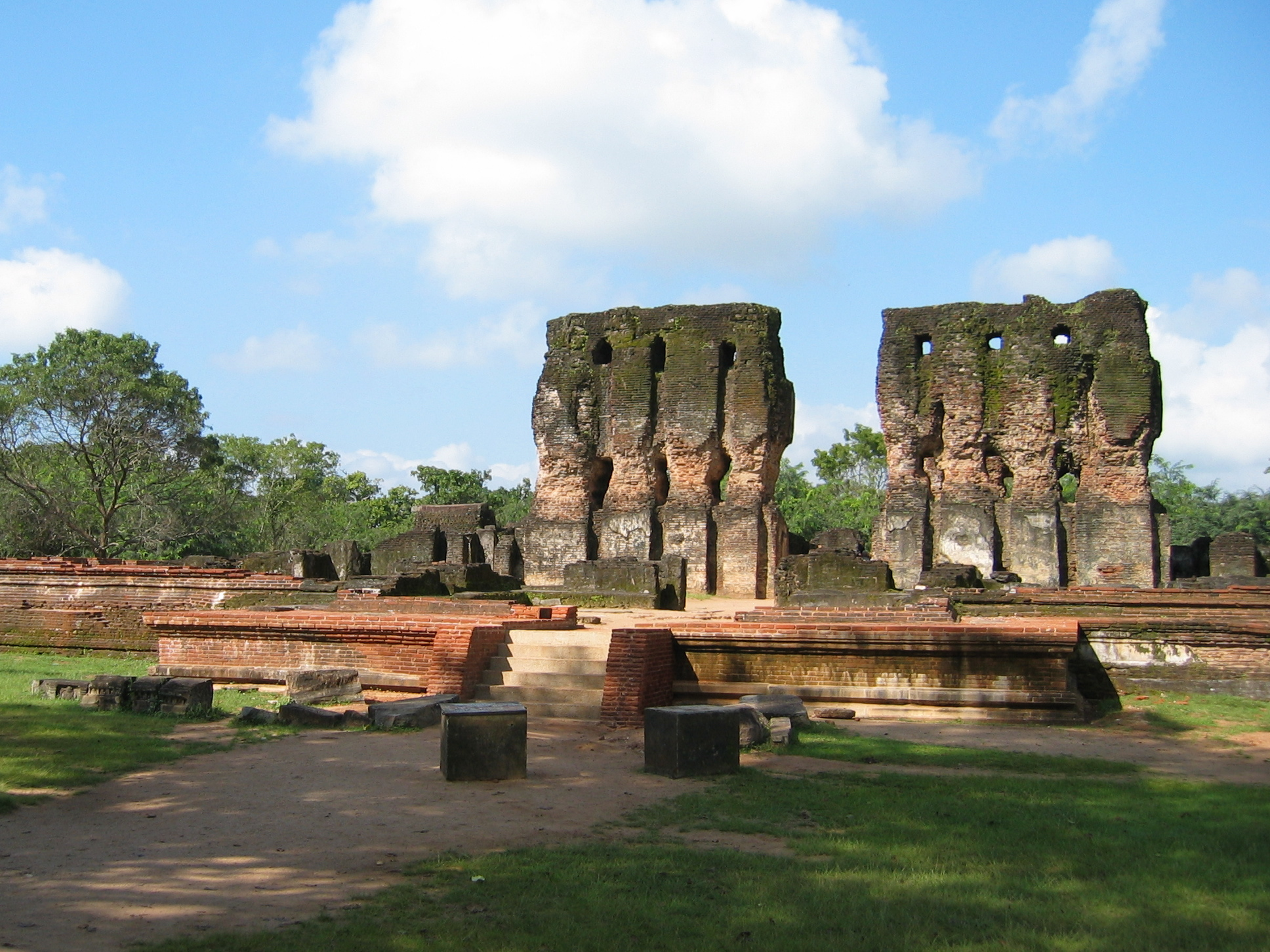
Ruine des königlichen Palastes in Polonnaruwa
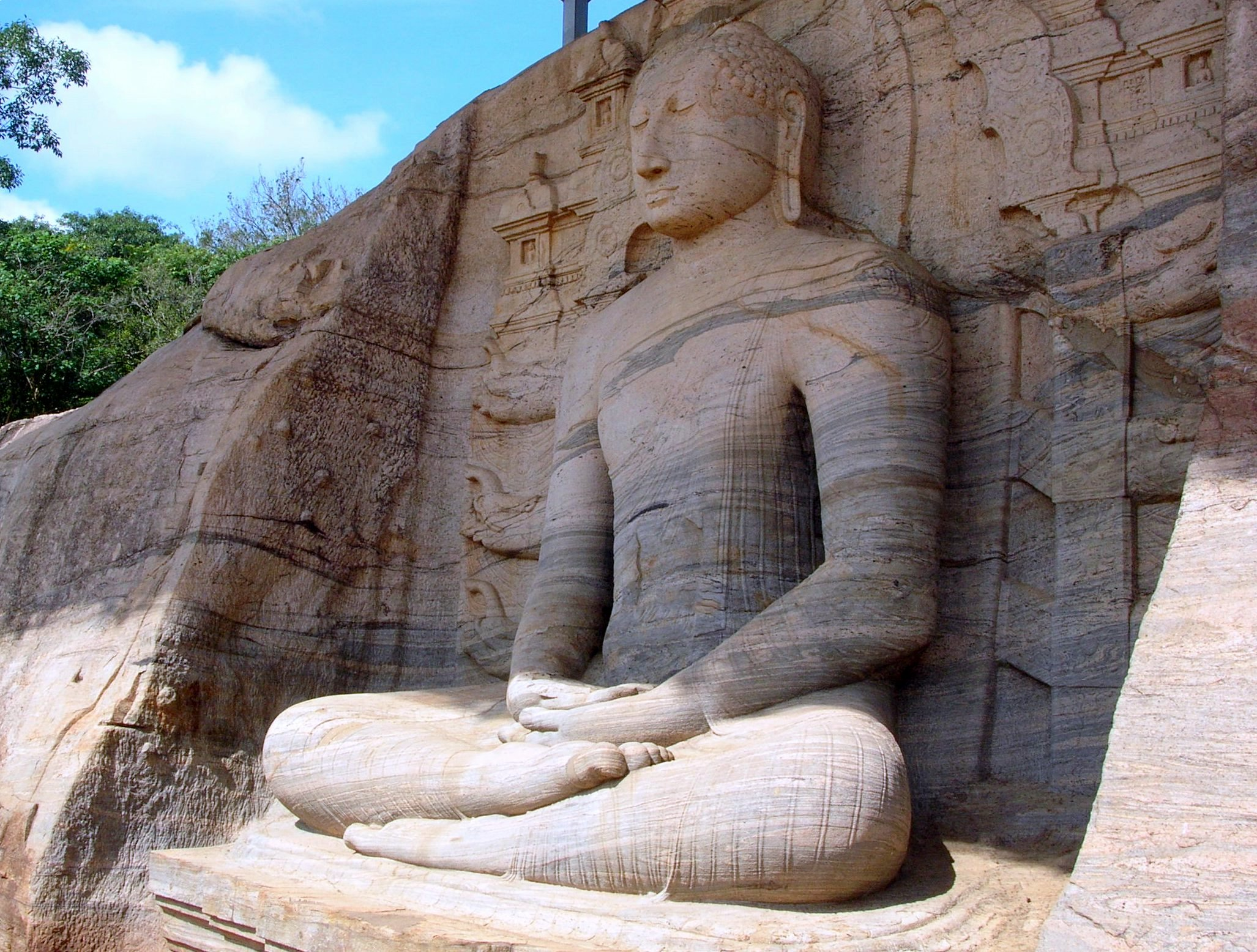
Buddha im Gal Vihāra in Polonnaruwa
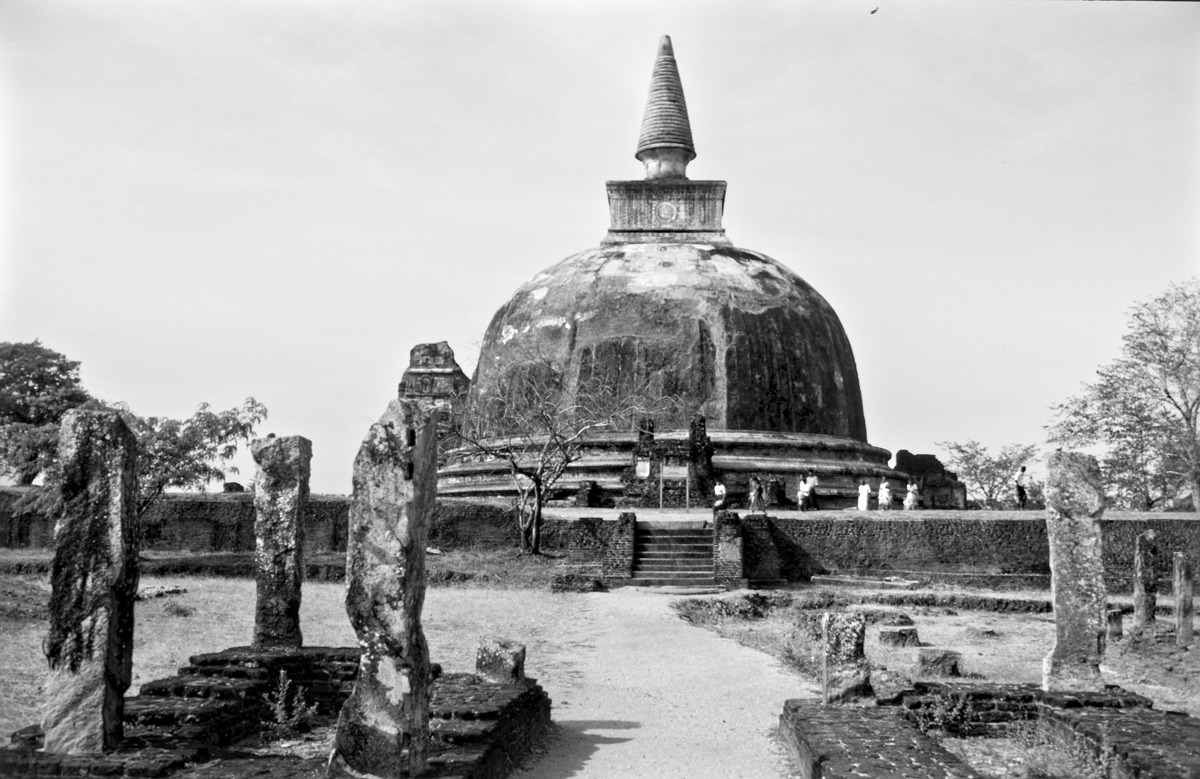
Stupa im Tempelbezirk
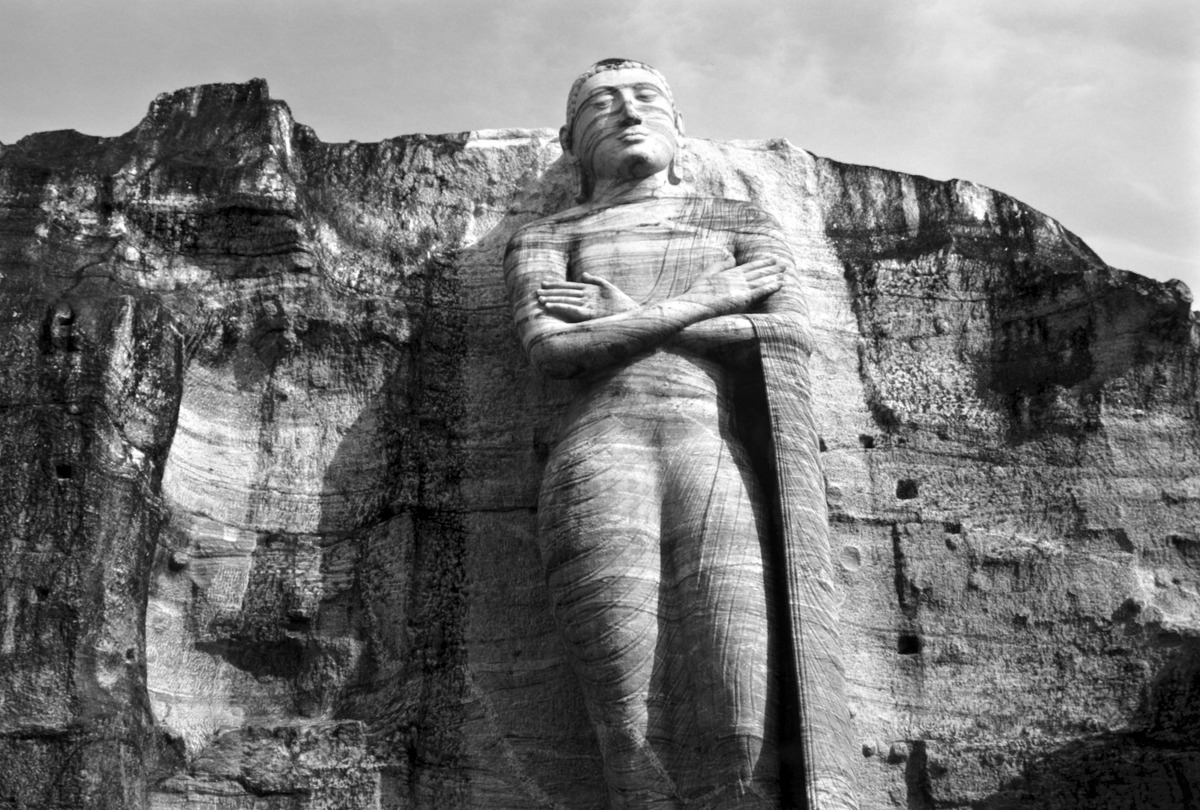
Buddha-Statue, Gal Vihara, Polonnaruwa, Sri Lanka
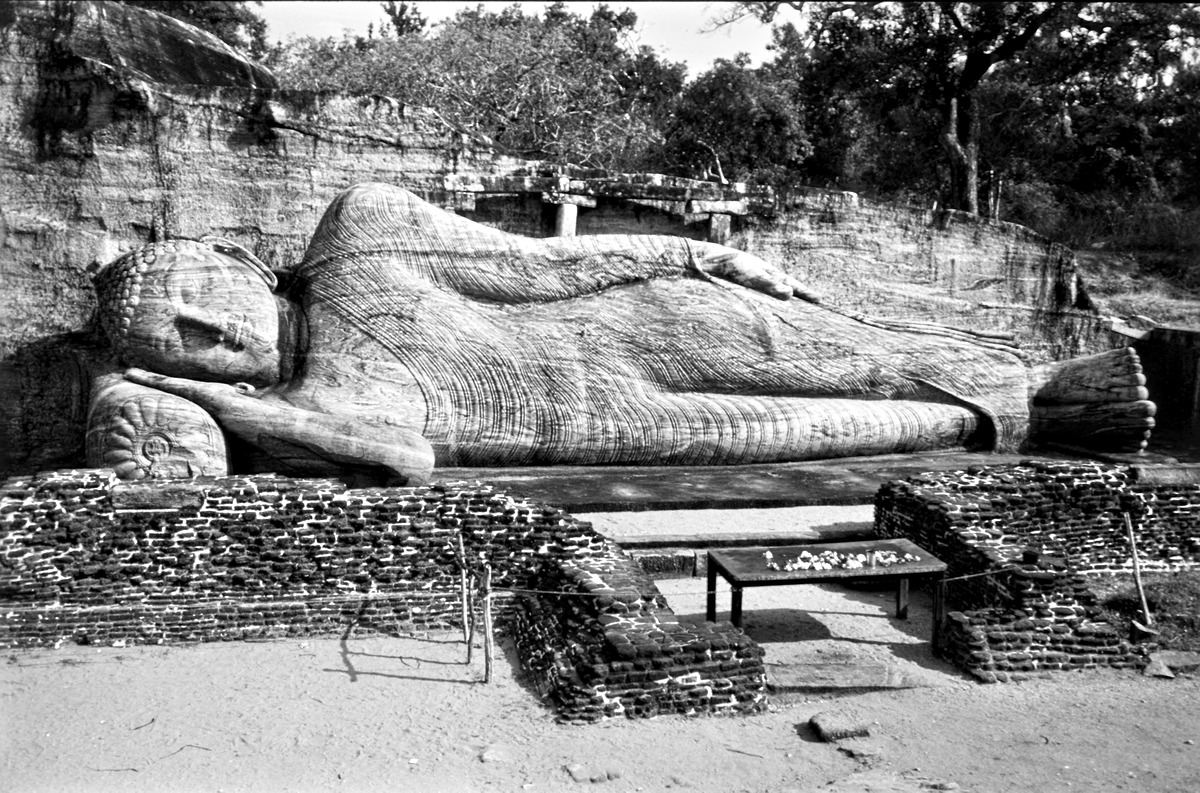
Liegender Buddha-Statue, Gal Vihara
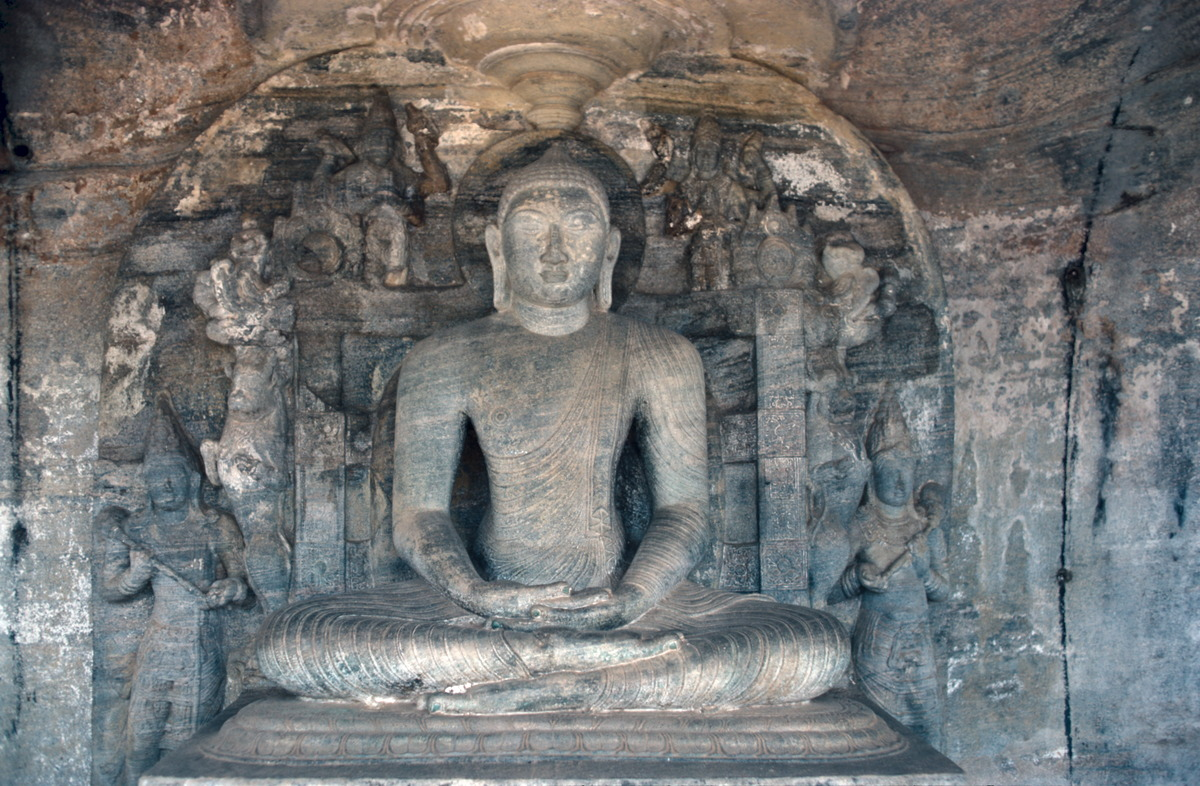
Sitzender Buddha, Gal Vihara